# Lippó
Lippó is een plaats (község) en gemeente in het Hongaarse comitaat Baranya. Lippó telt 563 inwoners (2001).